# Blye
Blye ist eine französische Gemeinde im Département Jura in der Region Bourgogne-Franche-Comté.

## Geographie
Blye liegt auf 476 m, etwa 13 Kilometer ostsüdöstlich der Stadt Lons-le-Saunier (Luftlinie). Das Bauerndorf erstreckt sich im Jura in der Senke der Combe d’Ain, westlich des Flusslaufs des Ain am Südfuß des Grand Mont Lyon.
Die Fläche des 10,76 km² großen Gemeindegebiets umfasst einen Abschnitt des französischen Juras. Die östliche Grenze verläuft entlang dem Ain, der hier in einer breiten flachen Talaue von Norden nach Süden fließt und östlich des Dorfes durch ein Wehr zur Stromerzeugung aufgestaut wird. Vom Flusslauf erstreckt sich das Gemeindeareal westwärts über die Ebene der Combe d’Ain (im Durchschnitt auf 460 m) bis auf die angrenzende, bewaldete Kette der Côte de l’Heute (bis 580 m). Auch die isolierte Erhebung des Bois du Grand Mont Lyon nördlich des Dorfes gehört zur Gemeinde. Hier wird mit 590 m der höchste Punkt von Blye erreicht.
Nachbargemeinden von Blye sind Verges und Châtillon im Norden, Charézier im Osten, Mesnois im Süden sowie Publy im Westen.

## Geschichte
Verschiedene Funde aus der Bronzezeit, die 1955 beim Bau des Stauwehrs am Ain entdeckt wurden, belegen eine sehr frühe Besiedlung des Gemeindegebietes von Blye. Aus derselben Zeit stammt ein Tumulus.
Erstmals urkundlich erwähnt wird Blye bereits im Jahr 1111. Seit dem Mittelalter bildete Blye einen befestigten Flecken, dem 1303 gewisse Freiheitsrechte zugesprochen wurden. Zusammen mit der Franche-Comté gelangte Blye mit dem Frieden von Nimwegen 1678 an Frankreich. Durch einen Großbrand wurden 1802 weite Teile der Ortschaft zerstört.
Als sich Frankreich im Zweiten Weltkrieg unter deutscher Besatzung befand, wurde in Blye am 10. Juni 1944 die Résistancegruppe Libre Jura gegründet. Auguste Grancher übernahm das Kommando. Im Juli 1944 griffen sie die Deutschen in Brillat in einem Hinterhalt an.

## Sehenswürdigkeiten
Ursprünglich aus dem 13. Jahrhundert stammt die Dorfkirche Saint-Claude mit ihrem romanischen Tonnengewölbe. Das Gotteshaus wurde im 15. Jahrhundert restauriert und umgestaltet; der Glockenturm wurde im 18. Jahrhundert erbaut.

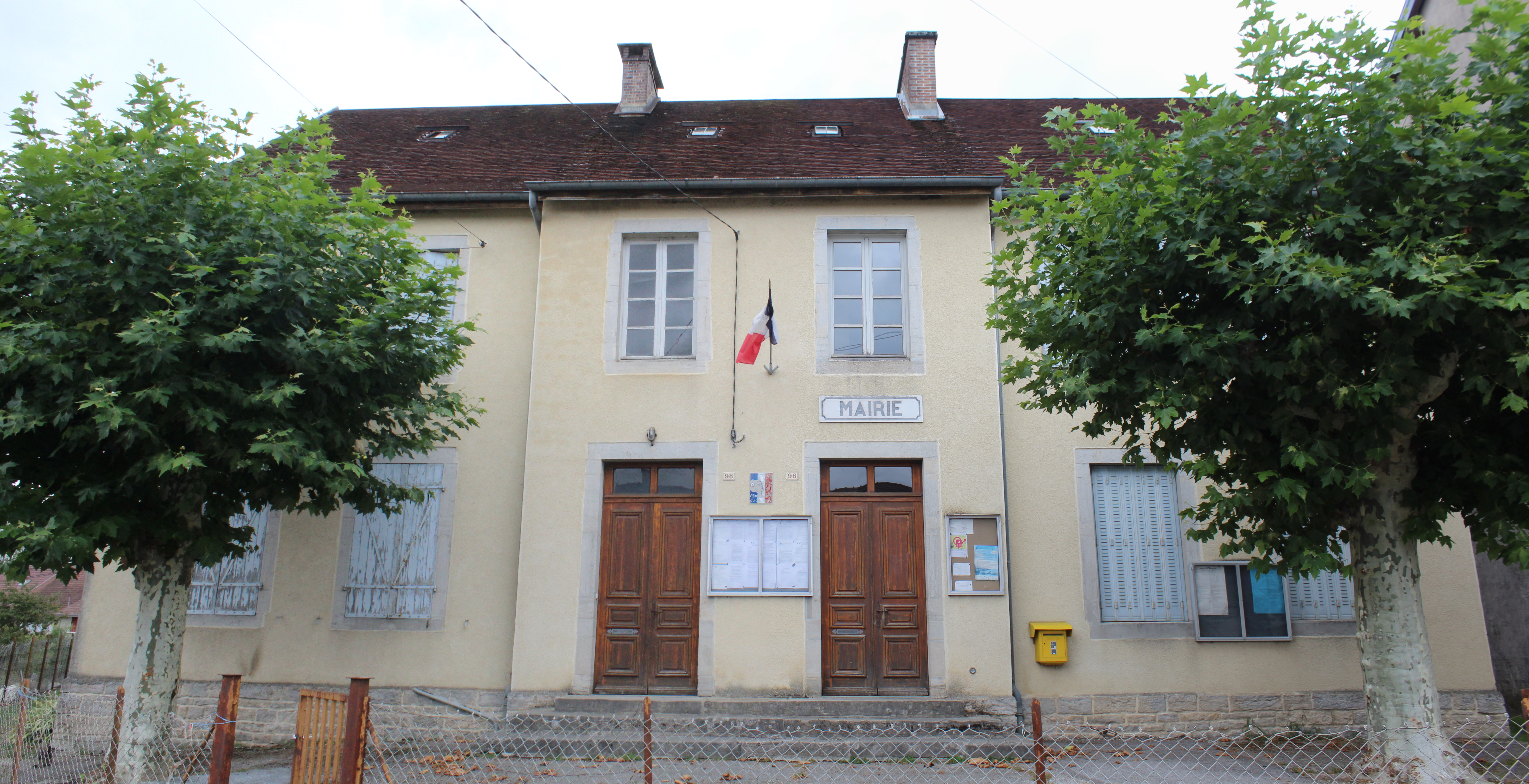
Mairie Blye
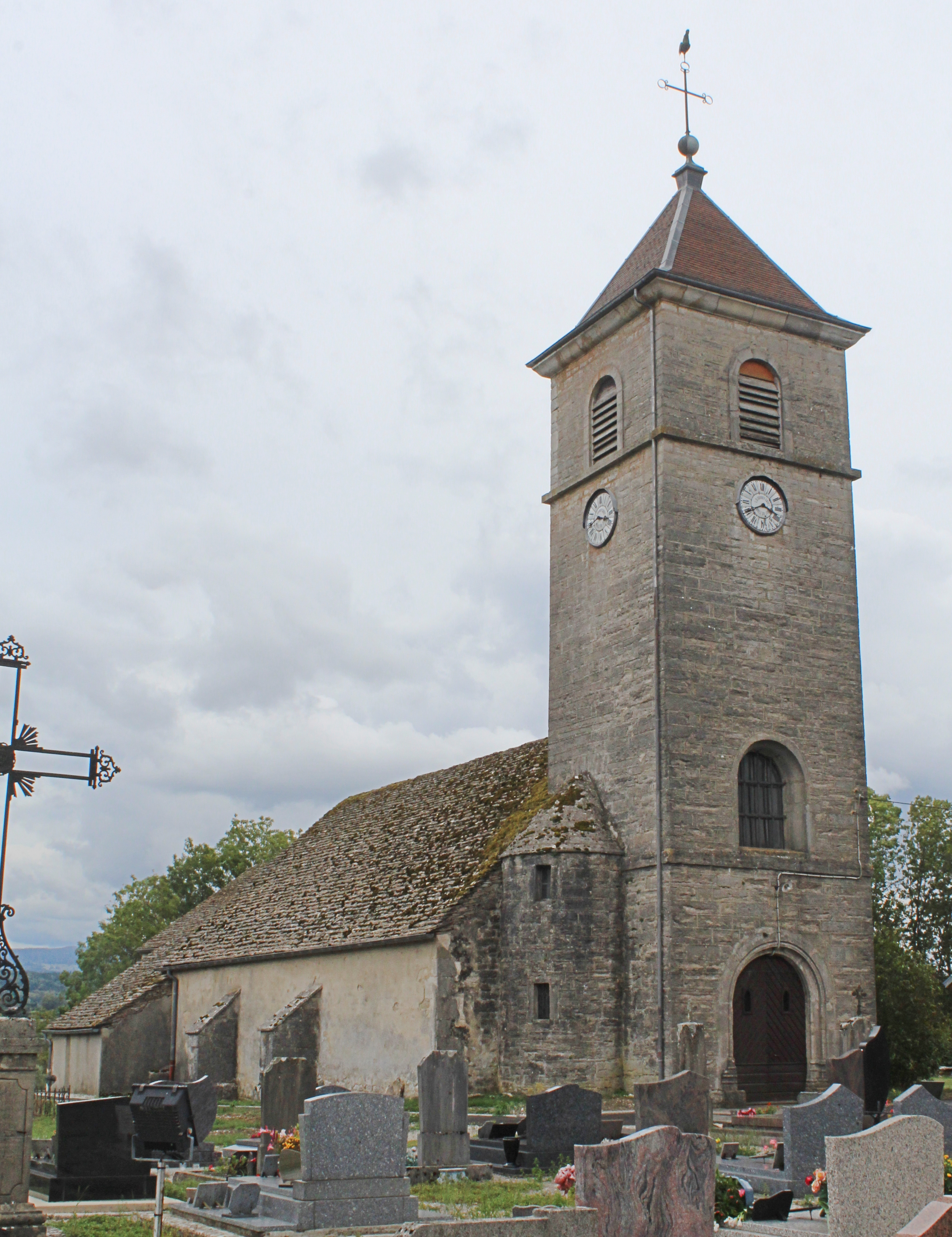
Kirche Saint-Claude

## Bevölkerung
| Jahr                       | 1962 | 1968 | 1975 | 1982 | 1990 | 1999 | 2007 | 2019 |
| Einwohner                  | 124  | 137  | 118  | 122  | 110  | 117  | 145  | 174  |
| Quellen: Cassini und INSEE |      |      |      |      |      |      |      |      |

Mit 154 Einwohnern (Stand 1. Januar 2022) gehört Blye zu den kleinsten Gemeinden des Départements Jura. Nachdem die Einwohnerzahl in der ersten Hälfte des 20. Jahrhunderts markant abgenommen hatte (1881 wurden noch 293 Personen gezählt), wurden seit Beginn der 1960er Jahre nur noch relativ geringe Schwankungen verzeichnet.

## Wirtschaft und Infrastruktur
Blye war bis weit ins 20. Jahrhundert hinein ein vorwiegend durch die Landwirtschaft geprägtes Dorf. Daneben gibt es heute einige Betriebe des lokalen Kleingewerbes. Viele Erwerbstätige sind auch Wegpendler, die in den größeren Ortschaften der Umgebung ihrer Arbeit nachgehen.
Die Ortschaft liegt abseits der größeren Durchgangsstraßen an einer Departementsstraße, die von Pont-de-Poitte nach Châtillon führt. Eine weitere Straßenverbindung besteht mit Publy.